# Paullinia stipitata
Paullinia stipitata är en kinesträdsväxtart som beskrevs av José Cuatrecasas. Paullinia stipitata ingår i släktet Paullinia och familjen kinesträdsväxter. Inga underarter finns listade i Catalogue of Life.